# Kościół Najświętszego Serca Pana Jezusa w Szczecinie

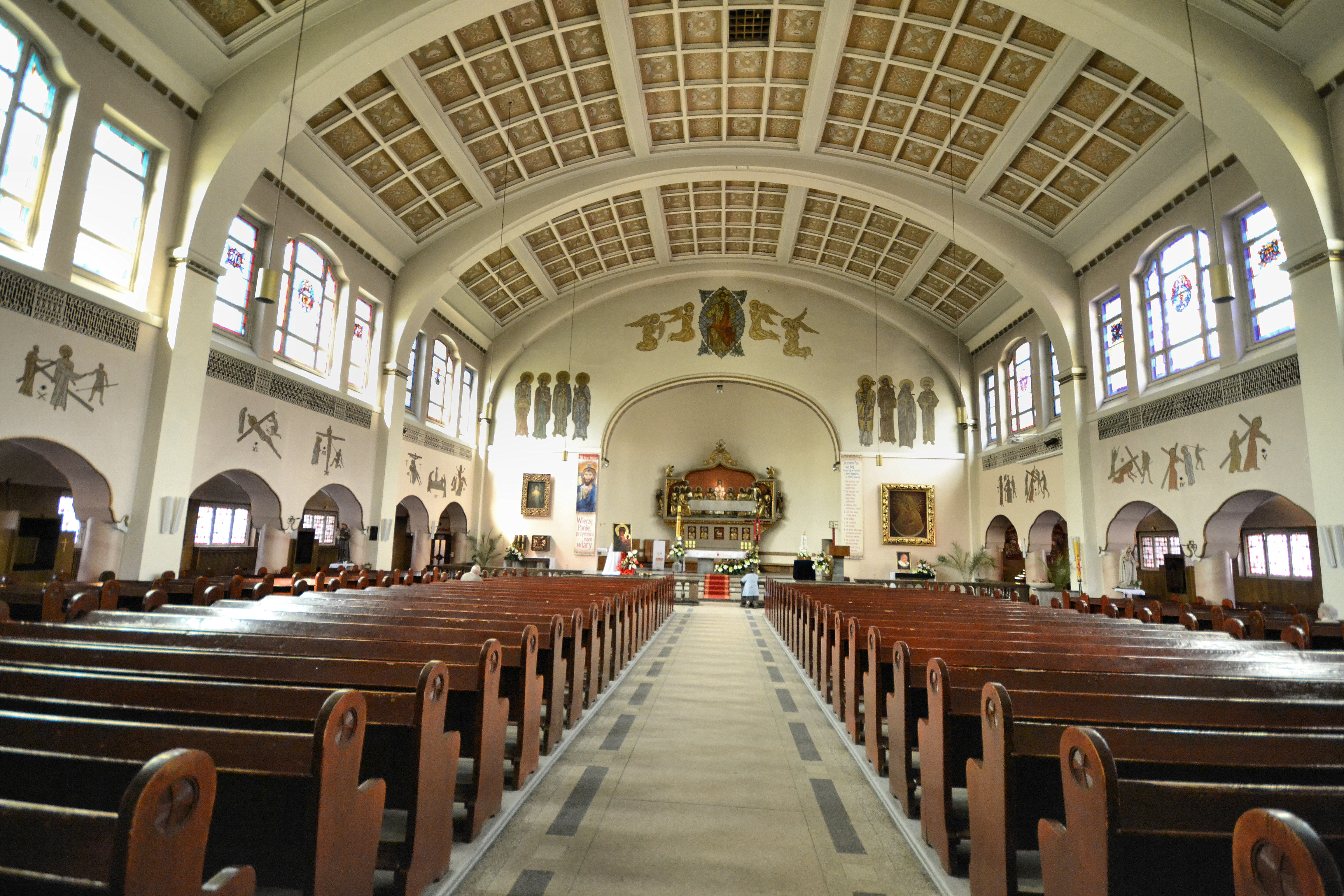
Wnętrze kościoła

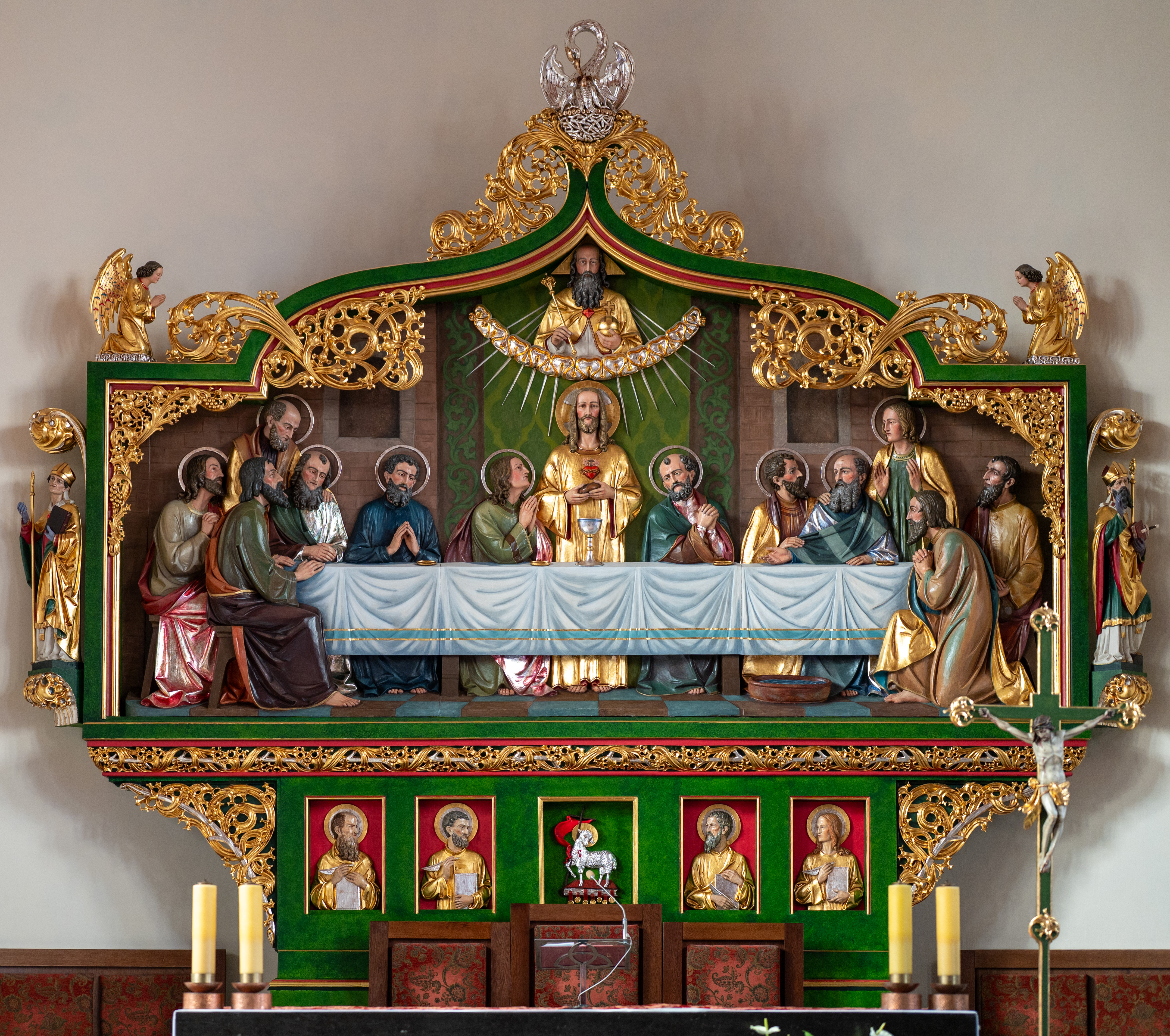
Ołtarz główny

Kościół Najświętszego Serca Pana Jezusa w Szczecinie – modernistyczny kościół o konstrukcji żelbetowej, z elementami neobaroku i neoromanizmu. Znajduje się przy placu Zwycięstwa w Szczecinie.
Kościół pełni także rolę centrum duszpasterstwa akademickiego w Szczecinie. Popularny ze względu na szopki wigilijne z żywymi zwierzętami i aktorami wystawiane przed kościołem.
W uroczystość Najświętszego Serca Pana Jezusa odbywa się procesja ulicami miasta z kościoła pw. św. Andrzeja Boboli do Sanktuarium Najświętszego Serca Pana Jezusa.
Duszpasterstwo w kościele od 1945 roku prowadzone jest przez księży z Towarzystwa Chrystusowego dla Polonii Zagranicznej. Obecnym kustoszem Sanktuarium jest ks. Karol Kozłowski SChr. 

## Historia
Kamień węgielny pod kościół wmurowano 13 lub 24 października 1913 roku, a budowę ukończono w roku 1919. Od początku aż do 1945 pełnił funkcję ewangelickiego kościoła garnizonowego w Szczecinie. Zaraz po wojnie był pierwszą czynną świątynią Szczecina. Poświęcony został 29 czerwca 1945 roku przez ks. Kazimierza Świetlińskiego z Towarzystwa Chrystusowego, a konsekrowany 2 czerwca 1978 roku. 29 listopada 1959 dekretem ks. bp. Wilhelma Pluty utworzono kaplicę wieczystej adoracji oraz wprowadzono stały dyżur spowiedników. W dniu odpustu parafialnego 19 czerwca 1998 roku w Uroczystość Najświętszego Serca Pana Jezusa przez ks. abp. Mariana Przykuckiego świątynia została ustanowiona Sanktuarium Najświętszego Serca Pana Jezusa. Jest to pierwsze sanktuarium pod takim wezwaniem w Polsce. Od tamtej pory proboszcz jest również kustoszem Sanktuarium. 

## Architektura
Trójnawowy kościół wybudowano z żelbetu na planie prostokąta w stylu wczesnego modernizmu. Ma półkoliste prezbiterium i szeroką wieżą z fasadą ozdobioną nad wejściem płaskorzeźbą Chrystusa. Kościół powstał wg projektu architekta Adolfa Stahla dla parafii ewangelickiej. Prawdopodobnie był pierwszą w ówczesnym państwie pruskim budowlą sakralną konstrukcji żelbetowej. Kościół posiada dwuspadowy dach, który w 1980 r. pokryto blachą miedzianą. 
Nad głównym wejściem widać płaskorzeźbę z wyobrażeniem walki św. Jerzego ze smokiem. Nad łukiem tęczowym umieszczono współczesne freski przedstawiające Chrystusa w otoczeniu aniołów i świętych. Wewnątrz w prezbiterium znajduje się neogotycki ołtarz przedstawiający Ostatnią Wieczerzę, przeniesiony w latach czterdziestych ze zniszczonego wówczas katolickiego kościoła św. Jana Chrzciciela w Szczecinie. Wewnątrz znajduje się duży chór muzyczny z organami. 
Od południa znajduje się konstrukcyjnie związana z korpusem wieża dzwonnicza, założona na planie prostokąta, zwieńczona prostokątnym w rzucie hełmem o esowatym profilu połaci. Na szczycie stoi duży krzyż, obity blachą miedzianą. W wieży znajdują się 4 dzwony zawieszone w roku 1986: „Serce Jezusa”, „Królowa Polski”, „Św. Maksymilian” i „Jan Paweł II”. 
Prace nad obecnym wystrojem kościoła prowadzili proboszczowie: ks. Ryszard Bucholc (TChr), ks. Stanisław Misiurek (TChr) i ks. Józef Kamiński (TChr).